# 沃尔夫冈·博斯
沃尔夫冈·博斯（德語：Wolfgang Boos，1946年1月13日—），德国男子冰球运动员。他曾代表西德参加1976年冬季奥林匹克运动会冰球比赛，获得一枚铜牌。他的儿子蒂诺·博斯同样是冰球运动员。